# Matollar d'Itigi-Sumbu
El Matollar d'Itigi-Sumbu és una ecoregió de l'ecozona afrotropical, definida per la WWF (codi d'ecoregió: AT0708), situat a l'Àfrica oriental, en dos enclavaments de Zàmbia i Tanzània.

## Territori
És una petita ecoregió de sabana, molt poc estudiada, que ocupa una superfície total de 7800 km² dividida en dos enclavaments separats: un al centre de Tanzània, a prop de la ciutat d'Itigi i l'altre a Zàmbia, entre els llacs de Mweru Wantipa i Tanganyika, prop de la frontera amb la República Democràtica del Congo, en el territori del qual penetra per una curta distància. Tots dos enclavaments estan envoltats per l'ecoregió dels Boscs de Miombo de Zàmbia central. L'enclavament de Tanzània també està delimitada al sud-est per la muntanya i Arbusts i matolls meridionals d'Acàcia i Commiphora; el de Zàmbia limita a l'est amb el llac Tanganyika i a l'oest per les planes d'inundació de Zambezi, així com pel llac Mweru Wantipa. El clima es caracteritza per tres temporades que es succeeixen al llarg de l'any: una estació seca i fresca entre maig i agost, estació seca i calorosa entre agost i novembre i temporada de pluges entre novembre i abril. Les precipitacions mitjanes anuals són al voltant de 1400 mm a l'enclavament de Zàmbia, i al voltant de 500 mm en la de Tanzània.

## Flora
La vegetació característica de l'ecoregió és un bosc impenetrable totalment diferent de les sabanes que l'envolten. La flora ha estat poc estudiada, però fins ara s'han identificat més d'un centenar d'espècies arbòries, especialment arbustos molt ramificats, sense espines, d'entre 3 i 5 m d'alçada. La majoria de les espècies són de fulla caduca.

## Fauna
Fins i tot la fauna no ha estat objecte d'estudis en profunditat. El rinoceront negre (Diceros bicornis) ha desaparegut de l'ecoregió a causa de la caça furtiva. Les poblacions escasses d'elefant (Loxodonta africana) i búfals salvatges (Syncerus caffer) han quedat. Entre els rèptils hi ha tres espècies endèmiques: la serp Letheobia gracilis, l'escínid Sepsina tetradactyla i el llangardaix Latastia johnstonii.

## Conservació

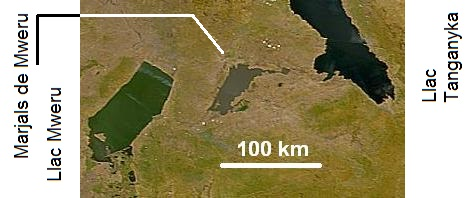
Situació de les marjals de Mweru, subjectes a protecció com a Parc Nacional de Mweru-Wantipa, adjacent al Parc Nacional de Sumbu i la Reserva de Caça de Tondwa.

Es considera que l'ecoregió es troba en perill crític: la recollida indiscriminada de llenya fa desaparèixer la vegetació. S'ha calculat que, a causa de l'augment de la població humana, el 3% de la superfície es destrueix cada any. Més de la meitat de l'ecoregió es va convertir en terres agrícoles durant el segle xx. Les zones protegides només estan presents a l'enclavament zambià, on es troba el parc nacional de Mweru Wantipa, la reserva de caça de Kaputa i el parc nacional de Sumbu.